# Arnaldo Ortelli
Arnaldo Ortelli (Ticino kanton, 1913. augusztus 5. – Lugano, 1986. február 27.) svájci labdarúgóhátvéd.